# NGC 5546
NGC 5546 (другие обозначения — UGC 9148, MCG 1-36-35, ZWG 46.89, PGC 51084) — эллиптическая галактика (E) в созвездии Волопас.
Этот объект входит в число перечисленных в оригинальной редакции «Нового общего каталога».